# Lophodermium juniperinum

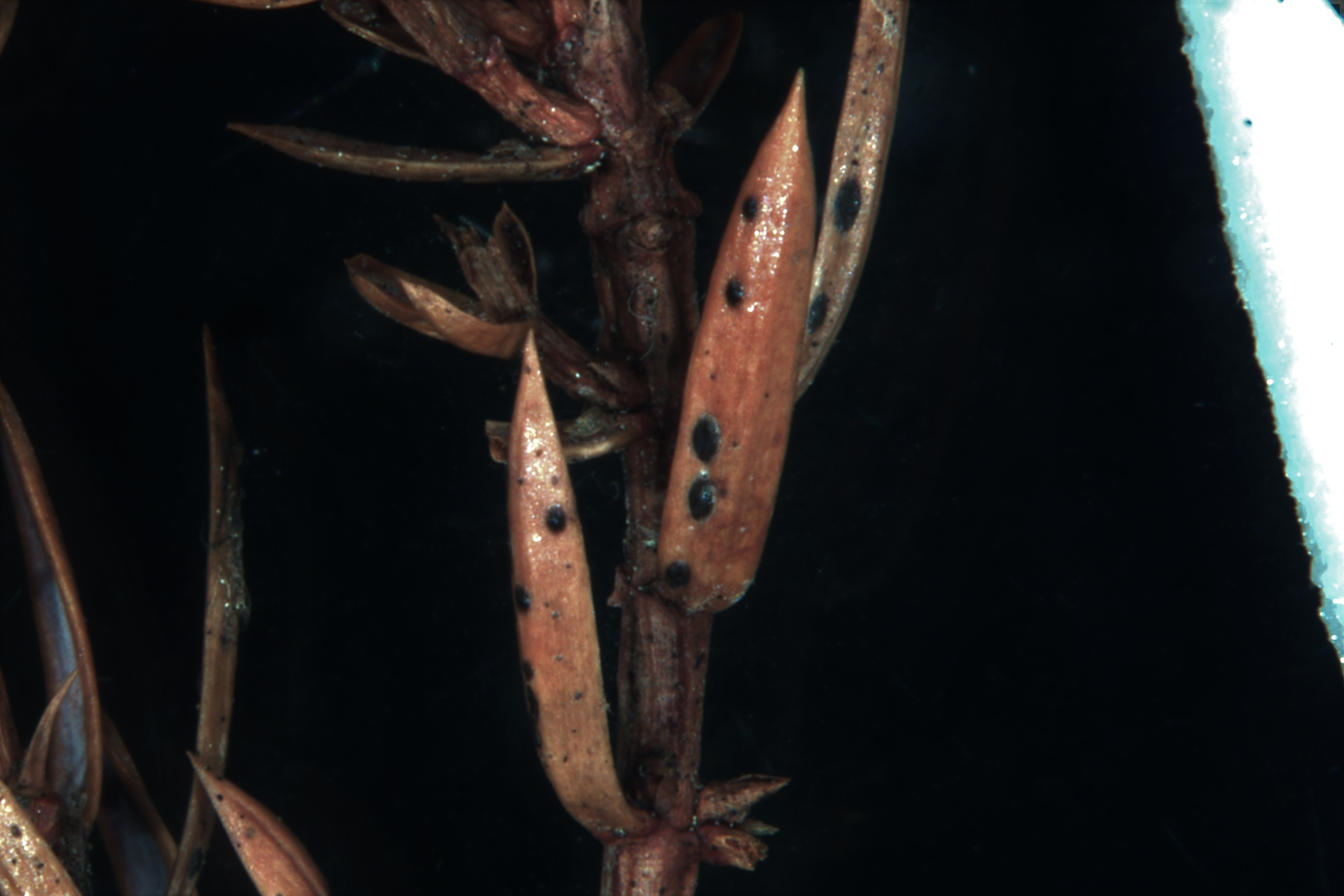

Lophodermium juniperinum (Fr.) De Not. (osutka jałowcowa) – gatunek grzybów z rodziny łuszczeńcowatych (Rhytismataceae).

## Systematyka i nazewnictwo
Pozycja w klasyfikacji według Index Fungorum: Lophodermium, Rhytismataceae, Rhytismatales, Leotiomycetidae, Leotiomycetes, Pezizomycotina, Ascomycota, Fungi.
Po raz pierwszy takson ten opisał w 1818 r. Elias Fries, nadając mu nazwę Hysterium juniperinum. Obecną nazwę nadał mu Giuseppe De Notaris w 1847 r.
Ma 8 synonimów. Niektóre z nich:
- Lophodermina juniperina (Fr.) Tehon 1935
- Lophodermium juniperinum var. minorosporum K.W. Zaleski, Domański & Wojc. 1948[3].

## Morfologia
Anamorfa
Konidiomy 120–200 × 80–160 μm, powstają głównie na odosiowych powierzchniach porażonych liści, w widoku z góry są eliptyczne do prawie okrągłych, średniobrązowe, nie zaobserwowano mechanizmu otwierania. Tworzą się pod naskórkiem liści, o grubości 30–60 μm, górna ściana nieco wypukła, o grubości 8–10 μm, składająca się z cienkiej warstwy poczerniałej tkanki grzyba poniżej naskórka żywiciela, siedzącej na płaskiej warstwie komórek naskórka żywiciela. Subhymenium o grubości do ok. 10 μm. Komórki konidiotwórcze szkliste, cylindryczne, ale zwężające się w kierunku wierzchołka, 9–14 × 2–3 μm, proliferujące sympodialnie i holoblastycznie, na jednej jest do 4 konidiów przed oderwaniem się. Konidia szkliste, cylindryczne, 5–7 × 1 μm. Prawdopodobnie pełnią fuknkcję spermacjum.
Teleomorfa
Owocniki rozwijają się bezpośrednio z konidiomów. Mają wymiary (0,35–) 0,5–0,9 × (0,25–) 0,35–0,5 mm, w widoku z góry są eliptyczne, silnie wybrzuszające powierzchnię podłoża, otwierające się podłużnym pęknięciem na około 7/8 długości owocnika. Powierzchnia czarna, błyszcząca, czasem z jaśniejszą plamą na każdym końcu pęknięcia, ekscypulum niepozorne, linia obwodowa jest, ale słabo zarysowana. W hymenium parafizy 80–115 μm, szkliste, z 3- do 5-przegrodami, nierozgałęzione, z wierzchołkami nieregularnie nabrzmiałymi i czasami lekko zakrzywionymi, nieżelatynizowane. Worki dojrzewające sekwencyjnie, 75–110 (–130) × 15–17 μm, cylindryczno-workowate, cienkościenne, z tępym wierzchołkiem, bez zgrubień wierzchołkowych, pękające przez małą szczeliną na wierzchołku, 8 zarodnikowe. Askospory ułożone w wiązce, czasem lekko spiralnie zwinięte, cylindryczne, zwężające się ku podstawie, 55–70 (–100) × 2–3,5 μm, szkliste, bez przegród, pokryte galaretowatą otoczką o grubości 2–3 μm.

## Występowanie i siedlisko
Znany jest w Ameryce Północnej i Południowej, Europie, Azji, Afryce i na Nowej Zelandii. W Polsce podano wiele jego stanowisk. Występuje na igłach jałowca (Juniperus). Aktualne stanowiska podaje także internetowy atlas grzybów. znajduje się w nim na liście gatunków zagrożonych i wartych objęcia ochroną.